# Zamach na pociąg Kair-Hajfa
Zamach na pociąg Kair-Hajfa – zamach przeprowadzony w dniu 29 lutego 1948 roku przez członków żydowskiej organizacji paramilitarnej Lechi, na linii kolejowej w pobliżu osady Rechowot w Brytyjskim Mandacie Palestyny. Celem ataku był pociąg jadący z Kairu do Hajfy. Do zamachu doszło podczas wojny domowej w Mandacie Palestyny. W wyniku zamachu zginęło 28 osób, a 35 zostało rannych.

## Okoliczności zamachu
Przyjęta 29 listopada 1947 roku Rezolucja Zgromadzenia Ogólnego ONZ nr 181 dzieliła Palestynę na dwa państwa: żydowskie i arabskie. Społeczność żydowska zaakceptowała plan podziału Palestyny, natomiast Arabowie doprowadzili dzień później do wybuchu wojny domowej w Mandacie Palestyny. Początek wojny przybrał postać wojny o drogi, podczas której siły arabskie sparaliżowały żydowską komunikację. Kolejno następujące po sobie ataki bardzo szybko rozkręciły spiralę przemocy, która objęła całą Palestynę. Momentem przełomowym był przeprowadzony 22 lutego 1948 roku zamach na ulicy Ben Jehuda w Jerozolimie. W wybuchu trzech samochodów ciężarowych wyładowanych materiałami wybuchowymi zginęło 58 Żydów, a 123 osoby zostały ranne. Zamach przeprowadzili ludzie przebrani w mundury brytyjskich żołnierzy, co w rezultacie zwiększyło antybrytyjskie nastroje wśród Żydów. Radykalny Irgun ogłosił: „Strzelaj do każdego brytyjskiego żołnierza lub policjanta znajdującego się w dzielnicy żydowskiej!” I rzeczywiście, bojownicy Irgunu wyszli na ulice miasta i w pobliżu budynków Agencji Żydowskiej zabili brytyjskiego oficera, sierżanta i dwóch kierowców. Natomiast bojownicy Lechi zabili 10 brytyjskich policjantów. Członkowie organizacji Lechi poszukiwali jednak nowych form działalności i wzorując się na metodach dywersji podjęli decyzję o przeprowadzeniu zamachów bombowych na pociągi.
W trakcie I wojny światowej Brytyjczycy wybudowali linię kolejową, która umożliwiała dostarczanie zaopatrzenia dla wojsk walczących w Palestynie. Po wojnie, od 1920 roku linią zaczęły kursować regularne pociągi pasażerskie. Każdego dnia jechał pociąg na trasie z Hajfy do Al-Kantara w Egipcie. Od 1923 roku do składu dodano wagon restauracyjny oraz wagony sypialne. Wraz z wybuchem wojny domowej w Mandacie Palestyny, zaczęto ograniczać połączenia kolejowe. Brytyjskie siły bezpieczeństwa nie były w stanie zapewnić właściwej ochrony kolejom, na których dochodziło do coraz częstszych aktów grabieży. W rezultacie, linie kolejowe stanowiły stosunkowo łatwy cel do dokonania zamachu terrorystycznego.

## Przebieg zamachu
W dniu 29 lutego 1948 roku do normalnego pociągu pasażerskiego Kair-Hajfa przyłączono cztery dodatkowe wagony wojskowe. Do zamachu doszło na linii kolejowej na północ od żydowskiej osady Rechowot. Jedną lub dwie bomby zdetonowano z pobliskiego gaju pomarańczowego. W zamachu zginęło 28 brytyjskich żołnierzy, a 35 zostało rannych. Lechi ogłosiła, że zamach na brytyjski pociąg był zemstą za zamach na ulicy Ben Jehuda w Jerozolimie.

## Konsekwencja zamachu
Tego samego dnia brytyjskie władze mandatowe potępiły Agencję Żydowską za zamach, w którym zginęli brytyjscy żołnierze. Następnie, 1 marca władze brytyjskie oskarżyły Agencję Żydowską o propagowanie fałszywych zarzutów, że Brytyjczycy odpowiadają za zamach na ulicy Ben Jehuda w Jerozolimie.
Członkowie Lechi podjęli jednak decyzję o przeprowadzeniu kolejnego podobnego ataku. W dniu 31 marca 1948 roku wysadzono pociąg w pobliżu żydowskiej osady Binjamina. Zginęło wówczas 40 osób, a 60 zostało rannych. Wszystkie ofiary były arabskimi cywilami. W pociągu jechało kilku brytyjskich żołnierzy, jednak żaden z nich nie został ranny.